# I Wanna Go
I Wanna Go třetí singl z alba Femme Fatale americké zpěvačky Britney Spears. Song byl vydán 13. června 2011. Produkce se ujali producenti Max Martin, Shellback.

## Hitparáda
| Země        | Umístění |
| ----------- | -------- |
| Austrálie   | 31       |
| Česko       | 19       |
| Kanada      | 5        |
| Nový Zéland | 22       |
| Maďarsko    | 13       |
| USA         | 7        |
| Slovensko   | 1        |
| Německo     | 32       |